# 2013년 롯데 자이언츠 시즌
2013년 롯데 자이언츠 시즌은 롯데 자이언츠가 KBO 리그에 참가한 32번째 시즌이다. 김시진 감독이 팀을 이끈 첫 시즌으로, 조성환이 주장을 맡았다. 팀은 홍성흔 김주찬 두 중심타자의 공백, 중요한 고비 때마다 나온 부상선수 속출 탓인지 9팀 중 정규시즌 5위에 그쳐 6년 만에 포스트시즌 진출에 실패했다.

## 타이틀
- 월드 베이스볼 클래식 국가대표: 정대현, 송승준, 강민호, 전준우, 손아섭
- KBO 골든글러브: 강민호 (포수), 손아섭 (외야수)
- KBO 사랑의 골든글러브: 조성환
- 조아제약 프로야구대상 조아바이톤상: 손아섭
- 매직글러브: 손아섭
- 스포츠서울 8월 MVP: 손아섭
- ADT캡스 수비상: 강민호 (포수)
- 한국갤럽 선정 가장 좋아하는 야구 구단: 롯데 자이언츠
- 한국갤럽 선정 가장 좋아하는 한국인 야구선수 5위: 강민호
- 오마이뉴스 선정 롯데 자이언츠 포지션별 레전드 베스트 10: 로이스터 (감독), 최동원 (투수), 강민호 (포수), 이대호 (1루수), 박정태 (2루수), 정영기 (유격수), 김용희 (3루수), 김응국 (외야수), 전준호 (외야수), 손아섭 (외야수), 호세 (지명타자)
- 한일 프로야구 레전드 슈퍼게임 올스타: 공필성 (내야수)
- 포지션별 최고 연봉 선수: 강민호 (포수)
- 올스타 선발: 송승준 (선발투수), 강민호 (포수), 신본기 (유격수), 손아섭 (외야수 1위), 전준우 (외야수 2위), 김대우 (지명타자)
- 올스타전 추천선수: 김성배
- 올스타전 번트왕 우승: 신본기
- 올스타전 승리팀상: 이스턴리그
- 미스터올스타: 전준우
- 컴투스프로야구 주요 외국인선수 라인업: 옥스프링 (중계투수)
- 컴투스프로야구 선정 2016년이 기대되는 군제대 선수: 고원준
- 출장(타자): 황재균, 전준우, 손아섭 (128)
- 출장(야수): 황재균 (128)
- 선발 출전(야수): 황재균 (126)
- 안타: 손아섭 (172)
- 출장(투수): 이명우 (74)
- 구원등판: 이명우 (74)
- 완봉: 옥스프링 (1)
- 멀티히트: 손아섭 (49)
- 퀄리티 스타트: 유먼 (24)
- 수비이닝: 황재균 (1112.2)
- 견제 아웃: 강민호 (6)
- 도루 저지: 강민호 (43)

### 퓨처스리그
- 퓨처스 올스타: 이정담, 김준태, 임종혁, 조홍석

## 선수단
- 선발투수: 유먼, 옥스프링, 송승준, 고원준, 이재곤
- 구원투수: 이명우, 홍성민, 강영식, 정대현, 김수완, 이상화, 허준혁, 이지모, 최대성, 김승회
- 마무리투수: 김성배, 김사율, 정태승, 진명호, 강승현
- 포수: 강민호, 김준태, 김사훈, 용덕한
- 1루수: 박종윤
- 2루수: 정훈, 박준서, 조성환
- 유격수: 신본기, 문규현, 박기혁
- 3루수: 황재균
- 좌익수: 조홍석, 김문호, 이우민, 황동채
- 중견수: 전준우
- 우익수: 손아섭, 백동훈
- 지명타자: 김대우, 장성호, 양종민, 고도현, 황진수, 임종혁, 김상호, 이인구, 정보명, 손용석

## 특이 사항
- 옥스프링은 당시 리그 내에서 유일하게 너클볼을 구사한 투수였다.
- 전준우는 앞서 2008년 KBO 퓨처스 올스타전 MVP를 수상한 데 이어 이 시즌에 KBO 올스타전에서 미스터 올스타로 선정됨으로써 KBO 리그 올스타전과 KBO 퓨처스리그 올스타전에서 모두 MVP로 선정된 최초의 선수가 되었다.
- 유먼은 홈스틸을 2번 허용하여 2013년 이후 KBO 리그 단일 시즌 최다 기록을 세웠다.
- 손아섭은 기타 추가 진루에 총 9번 성공하여 2013년 이후 단일 시즌 최다 기록을 세웠다.
- 전준우는 1루에서 2루로 총 4번 태그업에 성공하여 2013년 이후 단일 시즌 최다 기록을 세웠다.
- 전준우는 1루 주자일 때 단타 시 2베이스 이상 진루 성공률 69.6%로 2013년 이후 규정 타석 충족 타자 중 최고 기록을 세웠다.
- 강민호는 커브 타율 0.032, 커브 장타율 0.032로 2013년 이후 규정 타석 충족 타자 중 단일 시즌 최저 기록을 세웠다.
- 손아섭은 수비이닝 1096.2이닝으로 2013년 이후 외야수 최초로 단일 시즌 수비이닝 1000이닝을 달성했다.
- 포스트시즌 진출에 실패했지만 승률 0.532를 기록했는데, 이는 포스트시즌 진출에 성공했던 2009년, 2010년, 2012년보다 오히려 높은 수치였다. 이는 단일리그 체제로의 전환 후 역대 포스트시즌 진출 실패 팀 중 최고 승률이기도 하며 66승으로[2] 1989년 단일시즌제 도입 후(99~2000년 제외) 2015년 와일드카드 제도 이전까지 역대 5위 팀 단일시즌 최다 승 타이 기록을 세웠다. 참고로 이 부문 전체 1위는 1986년 MBC 청룡이 전·후기 리그 체제 하에서 기록했던 0.590이다.
- 이 시즌 팀은 보크를 한 번도 저지르지 않았다.
- 강민호는 2013년 이후 KBO 리그 역대 단일 시즌 최다 도루 저지 기록을 세웠다.

## 같이 보기
- 2014년 롯데 자이언츠 시즌